# La ragazza nella nebbia
La ragazza nella nebbia è il sesto romanzo dello scrittore Donato Carrisi, pubblicato nel 2015 da Longanesi e composto di 29 capitoli. Nel 2017, lo stesso autore ha realizzato il film omonimo distribuito da Medusa Film che vede tra gli interpreti Toni Servillo, Alessio Boni e Jean Reno.

## Trama
La storia è ambientata in una cittadina fittizia tra le alpi, Avechot. Una notte lo psichiatra del posto, Flores, viene convocato in ospedale per parlare con un uomo che ha appena avuto un incidente stradale a causa della nebbia, risultando illeso ma con i vestiti macchiati del sangue di qualcun altro. L'individuo si rivela essere un ispettore, l'agente speciale Vogel; accusando apparentemente dei vuoti di memoria per l'incidente, Vogel si mette a raccontare gli eventi che l'hanno portato fin lì.
Settimane prima, sotto Natale, in paese era scomparsa una sedicenne di nome Anna Lou, primogenita di una famiglia molto devota alla religione. Vista l'indole dolce e tranquilla di Anna Lou, l'ipotesi di una fuga volontaria viene rapidamente scartata a favore della probabilità di un rapimento. Vogel è un poliziotto cinico che sfrutta ampiamente i media per risolvere i casi che gli vengono assegnati, caduto recentemente in disgrazia in seguito ad un caso durante il quale è arrivato a manomettere le prove per incastrare quello che era sicuro fosse il colpevole, successivamente scagionato, ma risultato irrimediabilmente rovinato a livello personale a causa del massacro subito da parte della stampa. Giunto ad Avechot per occuparsi della scomparsa di Anna Lou, Vogel inizia subito a imbastire un caso mediatico alludendo fortemente alla possibilità che Anna Lou sia stata uccisa, così da spingere un maggior interesse sull'accaduto. L'intento effettivo di Vogel è quello di trovare un colpevole su cui la folla possa scatenare la sua ira, così da riottenere popolarità.
Grazie all'aiuto di una giornalista approfittatrice e di Mattia, un sedicenne problematico che stalkerava Anna Lou, Vogel individua un possibile sospettato in Loris Martini, professore della scuola locale trasferitosi lì da qualche tempo con la moglie e la figlia in seguito al tradimento della moglie; il giorno della scomparsa della ragazza, Martini era andato a fare trekking senza testimoni ed era rientrato a casa con una strana ferita alla mano (a lui attribuita a un ramo) e l'auto del professore appare in diverse riprese fatte da Mattia ad Anna Lou, come se la stesse seguendo. Vogel rivolta quindi la stampa e l'opinione pubblica contro Martini, che viene osteggiato con i familiari da tutta la comunità. Dopo il ritrovamento dello zaino di Anna Lou, Vogel compromette la prova sporcandola appositamente con il sangue di Martini, portando al suo arresto e alla sua reclusione in carcere.
A caso chiuso, Vogel viene avvicinato da un'anziana giornalista in pensione, Beatrice Leman, la quale sostiene di avere le prove dell'innocenza di Martini, facendo notare che, trent'anni prima, ad Avechot erano scomparse altre ragazze con caratteristiche fisiche simili ad Anna Lou, ovvero capelli rossi e lentiggini, tutte presumibilmente a opera di un individuo soprannominato "L'uomo nella nebbia". Leman consegna a Vogel il diario segreto di Anna Lou, al cui interno ci sono degli indizi. Seguendoli, l'ispettore trova una videocassetta filmata dal rapitore nella quale si vede Anna Lou tenuta rinchiusa nella stanza di un motel. L'accaduto diventa però noto alla stampa, di conseguenza Martini viene scarcerato e acclamato come eroe, mentre Vogel perde credibilità e viene licenziato. Martini si ricongiunge con moglie e figlia e accetta di scrivere un libro su quanto gli è accaduto.
Per cercare di riscattarsi agli occhi della polizia e dell'opinione pubblica, Vogel decide di partecipare a un'intervista con Martini per farsi perdonare in diretta televisiva; in quella circostanza, tuttavia, si accorge che sul polso di Martini c'è disegnata una "O": tale dettaglio era riportato anche sul diario di Anna Lou, in quanto la ragazza raccontava di essersi disegnata la lettera sul polso in memoria di Oliver, un ragazzo conosciuto d'estate del quale si era innamorata. Si scopre quindi che Martini, frustrato all'idea di non poter mantenere la propria famiglia, aveva architettato l'omicidio di Anna Lou: era a conoscenza dei casi di sparizione a opera dell'Uomo della Nebbia decenni prima e anche dello stalking di Mattia, quindi decide di sfruttare tali espedienti per farsi riconoscere come colpevole e incarcerare tramite il metodo di Vogel, per essere poi rilasciato come “eroe” e trarre dunque profitto dall'accaduto. Era riuscito a rapire Anna Lou grazie alla sua passione per i gatti, uccidendola subito dopo e facendo sparire il corpo.
Nel presente, durante la sessione con Flores, Vogel confessa di aver ucciso Martini, facendo scomparire il corpo analogamente a come lui aveva fatto con Anna Lou; viene quindi arrestato e portato via. Flores torna a casa, dove rivela di conservare sei ciocche di capelli rossi: era lui il fantomatico "uomo nella nebbia", responsabile dell'uccisione delle ragazze dai capelli rossi trent'anni prima, smettendo dopo aver avuto un infarto.

## Edizioni
- Donato Carrisi, La ragazza nella nebbia, collana La Gaja scienza, Longanesi, 2015, ISBN 978-88-304-4882-7.
- Donato Carrisi, La ragazza nella nebbia: romanzo, TEA, Milano 2016 ISBN 978-88-502-4468-3
- Donato Carrisi, La ragazza nella nebbia, Longanesi, Milano 2017 ISBN 978-88-304-4882-7
- Donato Carrisi, La ragazza nella nebbia, letto da Alberto Angrisano, Longanesi: Salani, Milano 2018
- Donato Carrisi, La ragazza nella nebbia: romanzo TEA, Milano 2018 ISBN 978-88-502-5232-9
- Donato Carrisi, La ragazza nella nebbia: romanzo TEA, Milano 2019 ISBN 978-88-502-5382-1
- (EN) Donato Carrisi, The girl in the fog, translated by Howard Curtis, Abacus, London 2018